# Orangerie du château de Seneffe
L'orangerie du château de Seneffe est un édifice de style néo-classique situé dans le parc du Château de Seneffe en province de Hainaut (Belgique)

## Historique
L'orangerie du château de Seneffe a été édifiée en 1782 par l'architecte Louis Montoyer pour le compte de Joseph Depestre (1757-1823), comte de Seneffe et de Turnhout, alors propriétaire du château.
Elle fait l'objet d'un classement comme monument historique, avec le château et l'ensemble du site, depuis le 24 décembre 1958.

## Architecture
L'orangerie, peinte en blanc, présente un style néo-classique très pur et un plan d'une symétrie parfaite, composée d'un avant-corps central d'une seule travée et de deux ailes latérales composées de quatre travées chacune.
L'avant-corps (partie de la façade en saillie) est composé de deux pilastres plats encadrant une porte-fenêtre cintrée à impostes et clé d'arc saillante.
Ces pilastres supportent un entablement plat surmonté d'un fronton triangulaire mouluré percé d'un oculus ovale.
Chacune des ailes latérales est percée de quatre hautes fenêtres cintrées à croisillons et se termine par un pilastre plat.
L'orangerie est recouverte d'une toiture à croupes couverte d'ardoises.
|  |  |